# Commissione per lo sviluppo regionale del Parlamento europeo
La commissione per lo sviluppo regionale (REGI, abbreviazione dell'inglese Regional Development) è una commissione permanente del Parlamento europeo. È composta da 	43 eurodeputati ed è attualmente presieduta dal francese Younous Omarjee.

## Competenze
In base al regolamento del Parlamento europeo la commissione per lo sviluppo regionale è la:
1.   il funzionamento e lo sviluppo della politica regionale di sviluppo e di coesione dell'Unione secondo quanto previsto dai trattati;
2.   il Fondo europeo di sviluppo regionale, il Fondo di coesione e gli altri strumenti di politica regionale dell'Unione;
3.   la valutazione dell'incidenza delle altre politiche dell'Unione europea sulla coesione economica e sociale;
4.   il coordinamento degli strumenti strutturali dell'Unione;
5.   la dimensione urbana della politica di coesione;
6.   le regioni ultraperiferiche e le regioni insulari nonché la cooperazione transfrontaliera e interregionale;
7.   le relazioni con il Comitato delle regioni, con le organizzazioni di cooperazione interregionale e con le autorità locali e regionali.»
(Regolamento del Parlamento europeo, Allegato VI: Attribuzioni delle commissioni parlamentari permanenti, XII. Commissione per lo sviluppo regionale)

## Presidenti
| Periodo     | Presidente          | Nazionalità | Gruppo  |
| ----------- | ------------------- | ----------- | ------- |
| 2004 – 2009 | Gerardo Galeote     | Spagna      | PPE     |
| 2009 – 2014 | Danuta Hübner       | Polonia     | PPE     |
| 2014 – 2019 | Iskra Mihaylova     | Bulgaria    | ALDE    |
| 2019 – 2024 | Younous Omarjee     | Francia     | GUE/NGL |
| 2024 –      | Adrian-Dragoș Benea | Romania     | S&D     |